# Henri-François-Alexandre van Blarenberghe
Henri-François-Alexandre van Blarenberghe, né le 4 avril 1819 à Lille et mort le 7 mai 1906 à Paris, est un ingénieur des ponts et chaussées puis administrateur de société français.

## Biographie
Né à Lille, rue des Fleurs, le 4 avril 1819, Henri François Alexandre Torchon est le fils d'Alexandre Charles François Torchon (1777-1853), directeur des contributions indirectes à Montdidier, et de Diane Hélène Elisabeth van Blarenberghe (1786-1853), fille du peintre Henri-Joseph Van Blarenberghe et dernière représentante d'une dynastie d’artistes flamands.
Le 25 février 1824, une ordonnance du roi Louis XVIII permit à Alexandre Torchon de remplacer son patronyme, difficile à porter, par celui de son épouse, plus prestigieux.
Entré à l’École des ponts et chaussées le 20 novembre 1839, Henri-François van Blarenberghe devint ingénieur ordinaire le 7 août 1844. Après une première période de congé illimité entre 1855 et 1862, il reprit du service et fut promu ingénieur en chef le 12 mars 1864. Il obtint un second et dernier congé illimité le 1er avril 1865. Au cours de sa carrière d'ingénieur, il prit part à de nombreux chantiers de chemins de fer et de voies de navigation.
Le 28 septembre 1863, il a épousé Amélie Thiébaut-Brunet (1827-1907), veuve en premières noces de Barthélemy Le Carpentier. L'un des témoins était Alphonse Baude, inspecteur général des ponts et chaussées.

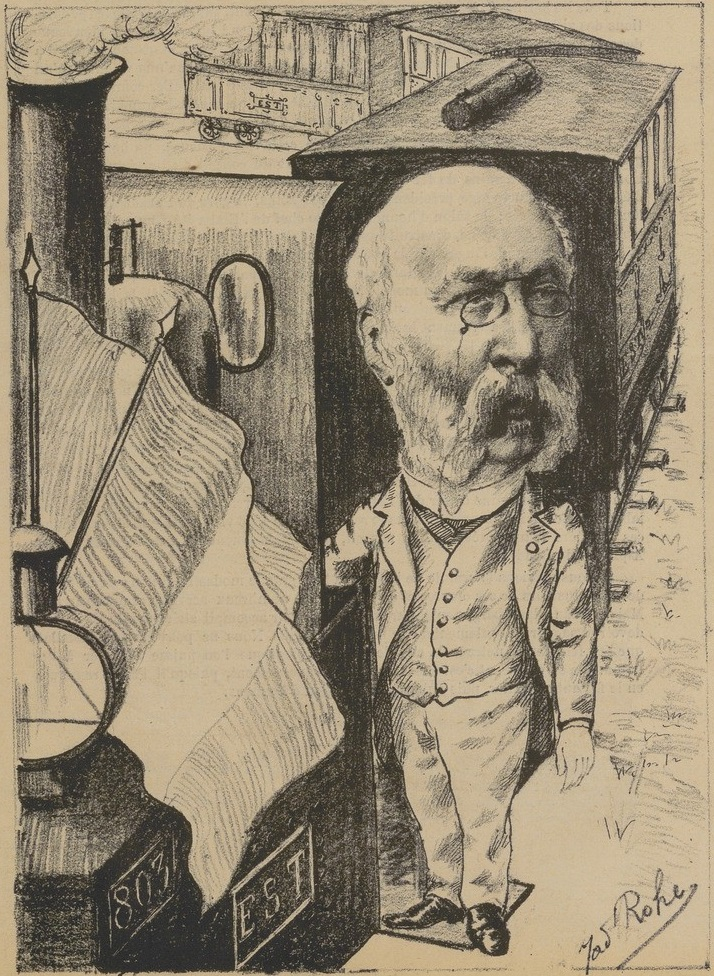
Caricature de Van Blarenberghe, président de la Compagnie des chemins de fer de l'Est (1892).

En novembre 1868, il devint administrateur de la Compagnie des chemins de fer de l'Est. Nommé membre du comité en 1873, il devint vice-président du conseil d'administration en avril 1882. À ce titre, il suppléa le président, Alphonse Baude, empêché d'exercer ses fonctions par la maladie et qu'il remplaça finalement en décembre 1884. Il conserva ces fonctions jusqu'à sa mort et présida également le syndicat d'exploitation des deux chemins de fer de ceinture de Paris.
Chevalier de la Légion d'honneur depuis le 14 août 1861, il fut promu officier de cet ordre le 5 février 1878.
Van Blarenberghe mourut le 7 mai 1906 à son domicile du no 48 de la rue de la Bienfaisance. Lors de l'assemblée générale des actionnaires de la Compagnie de l'Est, le 23 avril 1907, son siège d'administrateur fut attribué à l'avocat Maurice Sabatier tandis que ses fonctions de président furent confiées à Charles Gomel, vice-président depuis 1903.
Sa veuve et son fils, Henri-Michel (né en 1866), ne lui survécurent pas longtemps : le 24 janvier 1907, la première fut tuée lors d'une crise de démence du second, qui mit aussitôt fin à ses jours. La famille est inhumée au cimetière de Montmartre (4e division).